# Клір-Лейк (містечко, Вісконсин)
Клір-Лейк (англ. Clear Lake) — місто (англ. town) в США, в окрузі Полк штату Вісконсин. Населення — 888 осіб (2020).

## Демографія
Згідно з переписом 2010 року, у місті мешкало 899 осіб у 330 домогосподарствах у складі 258 родин. Було 354 помешкання
Расовий склад населення:
| - 96,7 % — білих - 1,1 % — азіатів - 0,9 % — корінних американців - 0,2 % — чорних або афроамериканців |

До двох чи більше рас належало 1,0 %. Частка іспаномовних становила 0,9 % від усіх жителів.
За віковим діапазоном населення розподілялося таким чином: 27,3 % — особи молодші 18 років, 62,1 % — особи у віці 18—64 років, 10,6 % — особи у віці 65 років та старші. Медіана віку мешканця становила 38,1 року. На 100 осіб жіночої статі у місті припадало 114,0 чоловіків;  на 100 жінок у віці від 18 років та старших — 112,3 чоловіків також старших 18 років.
Середній дохід на одне домашнє господарство  становив 75 327 доларів США (медіана — 67 386), а середній дохід на одну сім'ю — 82 662 долари (медіана — 74 318). Медіана доходів становила 46 932 долари для чоловіків та 41 103 долари для жінок. За межею бідності перебувало 6,6 % осіб, у тому числі 10,8 % дітей у віці до 18 років та 6,0 % осіб у віці 65 років та старших.
Цивільне працевлаштоване населення становило 449 осіб. Основні галузі зайнятості: виробництво — 26,5 %, освіта, охорона здоров'я та соціальна допомога — 22,5 %, будівництво — 10,9 %, сільське господарство, лісництво, риболовля — 7,3 %.